# Белеївці
Белеївці (словац. Belejovce) — село в Словаччині, Свидницькому окрузі Пряшівського краю. Розташоване в північно-східній частині Словаччини.
Уперше згадується у 1600 році.
У селі є православна церква Різдва Пресвятої Богородиці з 21 століття.

## Населення
| Рік:            | 1994. | 2004.    | 2014. | 2024.    |
| --------------- | ----- | -------- | ----- | -------- |
| Кількість осіб: | 17    | 20       | 22    | 28       |
| Різниця:        |       | +17,64 % | +10 % | +27,27 % |

| Рік:            | 2023. | 2024.   |
| --------------- | ----- | ------- |
| Кількість осіб: | 28    | 28      |
| Різниця:        |       | -1,42 % |

В селі проживає 15 осіб.
Національний склад населення (за даними останнього перепису населення — 2001 року):
- русини — 61,11%
- словаки — 38,89%

Склад населення за приналежністю до релігії станом на 2001 рік:
- православні — 55,56%,
- греко-католики — 22,22%,
- протестанти (еванєлики)- 16,67 %,
- римо-католики — 5,56%,